# Tipula obex
Tipula obex är en tvåvingeart som beskrevs av Alexander 1960. Tipula obex ingår i släktet Tipula och familjen storharkrankar.
Artens utbredningsområde är Madagaskar. Inga underarter finns listade i Catalogue of Life.